# Begonia flaviflora
Espèce
Synonymes
- Begonia flaviflora var. flaviflora[1]
- Begonia gamblei (Irmsch.) F.A.Barkley & Golding[1]
- Begonia laciniata subsp. flaviflora Irmsch.[1]
- Begonia palmata var. gamblei (Irmsch.) H.Hara[1]

Begonia flaviflora est une espèce de plantes de la famille des Begoniaceae.
L'espèce fait partie de la section Platycentrum.
Elle a été décrite en 1970 par Hiroshi Hara.

## Répartition géographique
Cette espèce est originaire des pays suivants : Chine ; Inde ; Myanmar.

## Liste des variétés
Selon Tropicos (6 février 2017) (Attention liste brute contenant possiblement des synonymes) :
- variété Begonia flaviflora var. flaviflora
- variété Begonia flaviflora var. gamblei (Irmsch.) Golding & Kareg.
- variété Begonia flaviflora var. vivida Golding & Kareg.